# Ross Logan
Pas d'image ? Cliquez ici

b Matchs officiels uniquement.
Ross Logan, né le 24 novembre 1909 à Édimbourg et mort le 26 novembre 1993 dans la même ville, est un joueur de rugby à XV qui a évolué au poste de demi de mêlée pour l'équipe d'Écosse de 1931 à 1937. 

## Biographie
Ross Logan obtient sa première cape internationale à l'âge de 21 ans le 21 mars 1931 à l'occasion d’un match contre l'équipe d'Angleterre. Il inscrit un essai lors de ce premier match. Ross Logan connaît sa dernière cape internationale à l'âge de 27 ans le 20 mars 1937 à l'occasion d'un match contre l'équipe d'Angleterre.
En 1964, il devient le 78e président de la Fédération écossaise de rugby à XV.

## Palmarès
- Victoire dans le Tournoi britannique de rugby à XV 1933.

## Statistiques en équipe nationale
- 20 sélections avec l'équipe d'Écosse
- 6 points (2 essais)
- Sélections par année : 1 en 1931, 3 en 1932, 3 en 1933, 3 en 1934, 4 en 1935, 3 en 1936, 3 en 1937.
- Tournoi des Cinq Nations disputé : 1931
- Tournois britanniques de rugby à XV disputés : 1932, 1933, 1934, 1935, 1936, 1937.